# The Order: 1886
The Order: 1886 é um videogame de ação-aventura em terceira pessoa, produzido pelo estúdio Ready at Dawn com a colaboração do SCE Santa Monica Studio. Foi publicado pela Sony Computer Entertainment em exclusivo para a PlayStation 4 a 20 de Fevereiro de 2015. The Order: 1886 foi anunciado durante a conferencia de imprensa da Sony na Electronic Entertainment Expo em Junho de 2013.
A história fala de um grupo de cavaleiros conhecidos como A Ordem (The Order, no original) - uma força de indivíduos dedicados, fundada há séculos pelo Rei Artur para confrontar criaturas hostis. A ação decorre em 1886 numa realidade alternativa, em que Sir Galahad é um dos mais respeitados cavaleiros da Ordem. Sir Galahad e três dos seus mais leais parceiros, irão precisar de toda a ajuda para lutar contra os rebeldes e outras ameaças que espreitam Londres neo-vitoriana.
The Order: 1886 teve uma recepção mediana por parte dos críticos. Nos sites de criticas agregadas GameRankings e Metacritic tem a pontuação 64.65% e 65/100, respectivamente. Os críticos foram consensuais ao afirmarem que o ponto forte do jogo são os aspectos gráficos, o mundo fantástico, os níveis de produção e o desempenho técnico, com alguns mesmo a referir ser o melhor que viram numa consola, mas que no entanto o jogo tem demasiados erros, difíceis de superar, incluindo a longevidade e a excessiva utilização de quick time event's (QTE) e de elementos cinematográficos, alienando o jogador da experiência.
The Order: 1886 foi distinguido com o prémio “Efeitos Especiais numa Produção em Tempo Real”, atribuído nos Visual Effects Society Awards de 2016.

## Sinopse

### Personagens

Os produtores incorporaram no jogo vários elementos cinematográficos, incluindo as barras negras no topo e em baixo, dando-lhe uma proporção widescreen de 21:9.

O jogo tem quatro protagonistas da mesma equipe, que adotam um nome dos Cavaleiros originais de Rei Artur. O mais velho é Sebastian Mallory, o segundo a ter o nome Sir Percival, descendente de Thomas Mallory, que no século XV escreveu Le Morte d'Arthur, o definitivo texto Arturiano. Um grande amigo de Grayson, e é um dos melhores Cavaleiros da história da Ordem. Grayson (controlado pelo jogador) é o terceiro que tem o título Sir Galahad, e tem lutado durante séculos contra inimigos. Vê Mallory como um mentor, Lafayette como amigo, e Isabeau como um potencial romance amoroso. Isabeau D'Argyll é uma das mais novas Cavaleiras da Ordem, mas bem mais velha que a sua aparência. Como a última Lady Igraine, Isabeau foi aprendiz de Grayson e se não fosse o compromisso para com a Ordem, sua amante. Marquês de Lafayette foi um oficial militar francês na Revolução Americana e na Francesa. A sua experiência e conhecimento conseguiu a atenção da Ordem, e Mallory acabou por convencê-lo a juntar-se. Como é o mais novo do grupo e aprendiz, não tem nome de um Cavaleiro. A Ordem é parte essencial do reino e o seu Concelho está bem escondido dentro das paredes do governo.
Entre as ameaças à Ordem encontram-se os chamados Half-Breeds (mestiços), monstros de diversas espécies que evoluíram tornando-se uma ameaça formidável e mortal para o domínio da humanidade. Uma espécie em particular, tomou o domínio sobre as terras do norte da Europa e ameaçou as regras do homem durante séculos. Licantropo (Lycans) era o nome dado pelos humanos para as espécies de Half-Breeds que adquiriram certos traços de lobos e felinos. Ao vê-los, as pessoas comparam o seu aspecto com os mitos e lendas de lobisomens que tinham sido contadas de gerações em gerações. O que aos Licantropos falta em números, eles formam pura força e agilidade, e têm-se revelado alguns dos inimigos mais mortais que a Ordem enfrentou. Na forma humana, permanecem impossíveis de identificar e, como tal, escondem-se à vista entre a população. Para além dos Licantropos existem os Rebeldes, que declararam guerra à Ordem e ao governo opressivo que esta representa. Tanto os Lycans como os Rebeldes, são uma ameaça à cidade de Londres, e a Ordem tem assim de enfrentar inimigos em todas as frentes.

### Cenário
O jogo tem lugar na cidade de Londres, em 1886 durante a Era Vitoriana, numa realidade alternativa que combina elementos de steampunk e ficção científica. São recriados vários locais icônicos da cidade inglesa incluindo o Palácio de Westminster, Mayfair, Whitechapel e o Big Ben. A cidade funde os novos avanços da tecnologia provocados pela Revolução Industrial e os séculos de batalha entre os Humanos e os Half-Breeds.

## Desenvolvimento
Num post colocado no PlayStation.Blog, Ru Weerasuriya, director criativo do estúdio Ready at Dawn revelou que The Order: 1886 está ser produzido desde 2010. O jogo foi anunciado durante a conferencia de imprensa da Sony na Electronic Entertainment Expo em Junho de 2013 como uma nova propriedade intelectual para PlayStation 4. Em Agosto de 2013, Ru Weerasuriya revelou que a decisão de produzir The Order: 1886 foi influenciado por Uncharted 2: Among Thieves.
A 4 de Fevereiro de 2014 foi mostrado à imprensa uma demonstração do jogo com cerca de 40 minutos. Também em Fevereiro de 2014 foi anunciado que o jogo não terá multijogador e que corre a 30fps. A 27 de Maio de 2014 a Sony confirmou que o lançamento do jogo tinha sido adiado para o início de 2015 afirmando que o estúdio precisa de tempo extra "[...] para entregarem a promessa quando apresentamos o jogo pela primeira vez". Em Novembro de 2014 foi revelado que a banda sonora do jogo estava a ser composta por Jason Graves (Dead Space, Tomb Raider), com a colaboração de Austin Wintory (Journey) para o tema título, "The Knights Theme".
A 16 de Janeiro de 2015, a Ready at Dawn revelou via Twitter, que a produção de The Order: 1886 tinha entrado na fase ‘ouro’.

## Lançamento
The Order: 1886 foi publicado pela Sony Computer Entertainment em exclusivo para a PlayStation 4 a 20 de Fevereiro de 2015.

### Edições especiais

Conteúdo da "Premium Edition".

Com as pré-reservas de The Order: 1886, os jogadores receberam o pacote ‘Knight’s Arsenal’, que contém armas e fatos alternativos. A 9 de Junho de 2014 a Sony anunciou as edições de coleccionador para o jogo. Para a Europa, a Edição de Coleccionador tem incluído, para além do jogo, uma réplica do colar usado pelos Cavaleiros, brasões em tecido, autocolantes com símbolos, postais com arte desenhada dentro de envelopes e conteúdo digital como a banda sonora, o pacote ‘Knight’s Arsenal’ e filmes "atrás das cenas" do jogo.
Para a América do Norte foram reveladas duas edições: a "Collector's Edition" que inclui uma estátua "Galahad Debaixo de Fogo" de 7 polegadas, Steelbook, autocolantes, o pacote ‘Knight’s Arsenal’, a banda sonora e filmes de "atrás das cenas"; a "Premium Edition" contém todo o conteúdo da anterior mas inclui a estátua "Duelo Sem Fim" de 13 polegadas e ainda uma caixa de coleccionador, uma réplica do colar usado pelos Cavaleiros, o Steelbook e um livro de arte.

## Recepção

### Recepção critica
The Order: 1886 teve uma recepção mediana por parte dos críticos. Nos sites de criticas agregadas GameRankings e Metacritic tem a pontuação 64.65% e 65/100, respectivamente. Os críticos foram consensuais ao afirmarem que o ponto forte do jogo são os aspectos gráficos, o mundo fantástico, os níveis de produção e o desempenho técnico, com alguns mesmo a referir ser o melhor que viram numa consola, mas que no entanto o jogo tem demasiados erros, difíceis de superar, incluindo a longevidade e a excessiva utilização de quick time event's (QTE) e de elementos cinematográficos, alienando o jogador da experiência.

### Vendas
De acordo com o Chart-Track, The Order: 1886 estreou-se em primeiro lugar nas vendas do Reino Unido, tal marca a primeira vez desde Agosto de 2014 (com The Last of Us Remastered) que um título de um estúdio da Sony estreia-se no primeiro lugar naquela região. Nas tabelas de venda francesas, a versão padrão e a "edição especial" estrearam-se em primeiro e quarto, respectivamente.

### Controvérsia
"Espero que as pessoas que gostam deste tipo de jogos [de pequena longevidade], os joguem. Mas também quero pertencer a uma indústria onde eu como jogador, tenho a escolha de o puder fazer. Já joguei a jogos que duram duas horas melhores que alguns que duram dezasseis. É a realidade. A longevidade de um jogo é tão relativo quanto a qualidade. Tal como um filme. Lá porque o filme tem três horas não o faz melhor."

Ru Weerasuriya, fundador da Ready at Dawn.
Um video que mostra todo o jogo e com duração de cerca 5 horas foi revelado na Internet antes do lançamento oficial. Como The Order: 1886 é um jogo que não tem multijogador e tem um preço inicial de venda ao público elevado, foram levantadas algumas preocupações e controvérsias sobre o valor do jogo. Bruno Galvão do Eurogamer.pt compara o jogo com Metal Gear Solid V: Ground Zeroes, onde a controvérsia não se focou na qualidade do produto em si mas antes na longevidade que os jogadores têm do mesmo parecendo "indicar que estamos perante consumidores mais conscientes que se preocupam com algo além da componente visual. A percepção do valor estabelecido na hora em que o consumidor troca os seus preciosos € por um videojogo é agora diferente, mais sério e mais ponderado." Num outro artigo de opinião, Matt Martin do site VG247 diz que “Por muito bom que The Order: 1886 seja, não vale $60. Não justifica gastar esse dinheiro por um jogo que só me vai entreter seis horas ou menos [...] The Order: 1886 é um anacronismo, dessincronizado com o mercado e em negação com um público que já evoluiu há muitos anos a esta parte.” Ru Weerasuriya, fundador da Ready at Dawn, defendeu o jogo ao dizer que "é uma questão de qualidade, não quantidade." Andrea Pessino, um dos técnicos do estúdio, também respondeu sobre a duração, ao afirmar que dura cerca de 8 a 10 horas para terminar, se o jogador jogar a um ritmo e dificuldade normal. Dana Jan, director do jogo, também se pronunciou em relação ao assunto: "Tivemos este ódio injustificado custe o que custar. As pessoas simplesmente procuram uma razão para atacar o nosso jogo, um motivo para odiá-lo. Estou entusiasmado por ouvir o que é que as pessoas que na verdade jogaram ao jogo pensam sobre ele. Qual é sua opinião em relação à quantidade e qualidade da produção? Acho que a maioria das pessoas ficarão satisfeitas com o jogo."

## Ligações Externas
- Página oficial
- The Order: 1886 no IMDB